# Robert Scott Duncanson
Robert Scott Duncanson (Fayette, 1821 – Detroit, 21 dicembre 1872) è stato un pittore statunitense-canadese.

## Biografia
Robert Seldon Duncanson (poi Robert Scott the First), era figlio di un canadese di origini svizzere e di un'americana di colore di diretta ascendenza africana. Fu il primo artista afro-americano, dalla doppia nazionalità, ad essere conosciuto ed apprezzato in vita.

Secondo Joseph D. Ketner, Conservatore della Galleria d'Arte dell'Università di Washington, egli dipinse nel rispetto della tradizione dell'Hudson River School e fu spesso ispirato dalla letteratura romantica inglese.

Oggi Duncanson è assai poco conosciuto, sia per i suoi ritratti che per i suoi bei paesaggi sereni, che ritraggono le terre ancora selvagge del Nord America.

Duncanson fu un autodidatta, anche se talvolta appare chiaramente influenzato dall'opera di Thomas Cole.
Trascorse la giovinezza in Canada, mentre la madre era nell'Ohio a Mount Pleasant, un borgo a una ventina di Km da Cincinnati. Nel 1841 raggiunse la madre negli Stati Uniti e, incontrandola, si dice che abbia affermato: « Torno per diventare un artista ». Si trasferì quindi a Cincinnati, considerata a quei tempi come "l'Atene d'Occidente", ma, non disponendo di alcuna formazione tecnica, dovette affidarsi alla sua volontà e al suo dinamismo, copiando disegni e ritratti stampati. Nel 1842 cominciò ad esporre in vari posti della città, poi iniziò a viaggiare.

Con l'aiuto della "Freedman's Aid Society of Ohio" soggiornò per un anno a Glasgow, nel 1853. Al suo ritorno si concentrò sui ritratti con notevole successo, ma il riconoscimento internazionale gli giunse dalle tele paesaggistiche per le quali fu accostato alla Hudson River School. Riprese quindi a viaggiare sia negli Stati Uniti che in Inghilterra, in Canada, in Scozia. 
Nel 1863, temendo di essere coinvolto nella Guerra di Secessione tornò in Europa e vi rimase quattro anni. Al suo rientro in America riprese la sua vena di paesaggista, passando di successo in successo nelle città e nelle sedi dove esponeva: Cincinnati e Detroit in particolare.

Negli ultimi anni Duncanson creò alcuni dei suoi capolavori. Egli mostrò sempre un'inclinazione verso il carattere "bucolico", sicché anche dai suoi ultimi lavori emerge il suo grande amore per le atmosfere pastorali e di rassicurante serenità.

Poi, con gli anni, la sua salute, già precaria, andò progressivamente deteriorandosi, sia fisicamente che psicologicamente. 
Duncanson si sposò due volte ed ebbe tre figli: Ruben, Milton e la piccola Berthe.
Morì a Detroit all'età di 51 anni.

## Opere principali
- 1843 - Trial of Shakespeare, - Douglass Settlement House, Toledo (Ohio)
- 1843 - Roses Fancy Still Life, - National Museum of American Art, Smithsonian Institution, Washington)
- 1845 - Drunkard's Plight, - Detroit Institute of Arts
- 1846 - At the Foot of the Cross, - Detroit Institute of Arts
- 1848 - Cliff Mine, Lake Superior, - (F. Ward Paine Jr.)
- 1848 - Mayan Ruins, Yucatan, - Dayton Art Institute
- 1850 - The Belmont Murals, - (Pannelli) Taft Museum, Cincinnati (Ohio)
- 1851 - View of Cincinnati, Ohio From Covington, Kentucky, - Cincinnati Historical Society
- 1852 - The Garden of Eden (da Cole), - High Museum of Art, Atlanta  (Georgia)
- 1852 - Dream of Arcadia (da Cole), - (Collezione privata, New York)
- 1853 - Uncle Tom and Little Eva, - Detroit Institute of Arts
- 1855 - Italianate Landscape, - California African American Museum, Los Angeles (California)
- 1856 - Robbing the Eagle's Nest, - National Museum of African American History and Culture
- 1859 - The Rainbow, - National Museum of American Art, Smithsonian Institution, Washington
- 1861 - Land of Lotus Eaters, - (Collezione del Re di Svezia)
- 1863 - Vale of Kashmir, - (Collezione privata, Detroit)
- 1865 - A Dream of Italy, - Birmingham Museum of Art, Birmingham  (Alabama)
- 1866 - Cottage Opposite Pass at Ben Lomond, - Museum of Art, North Carolina Central University
- 1867 - Loch Long, Scotland, - National Museum of American Art, Smithsonian Institution, Washington
- 1870 - Dog's Head Scotland, - Museum of Fine Arts, Boston
- 1870 - Landscape, - (Collezione privata), Philadelphia (Pennsylvania)

## Mostre
- 1842 - Annual Exhibition of Paintings and Statuary, Western Art Union, Cincinnati
- 1843 - Annual Exhibition of Paintings and Statuary, Western Art union, Cincinnati
- 1864 - Art Association of Montreal, Montréal
- 1865 - Art Association of Montreal, Canada - Dublin Exhibition, Irlanda
- 1871 - Western Art Gallery, Detroit, Michigan
- 1943 - Balmoral Castle, Scotland, Museum of Modern Art, New York
- 1953 - Denver Art Museum, Denver
- 1955 - Cincinnati Art Museum, Cincinnati
- 1961 - Indianapolis Museum of Art Indianapolis
- 1967 - Howard University, Gallery of Art, Washington
- 1970 - La Jolla Museum of Contemporary Art, La Jolla
- 1971 - Bowdoin College, Museum of Contemporary Art, Brunswick
- 1972 - Cincinnati Art Museum, Cincinnati
- 1972 - Museum of Fine Arts, Boston
- 1976 - Los Angeles County Museum of Art, Los Angeles
- 1979 - Detroit Institute of Arts, Detroit
- 1983 - National Museum of American Art, Washington
- 1992 - National Museum of American Art, Washington
- 1996 - Washington University, St. Louis
- 1999 - "To Conserve a Legacy" - American Art from History, Black Colleges and Universities, Studio Museum in Harlem,  New York
- 2003 - "Then and Now". Selection of 19-20th Century Art by African American Artists, Detroit Institute of Arts, Detroit
- 2009 - Cincinnati Art Museum, Cincinnati

## Altri progetti

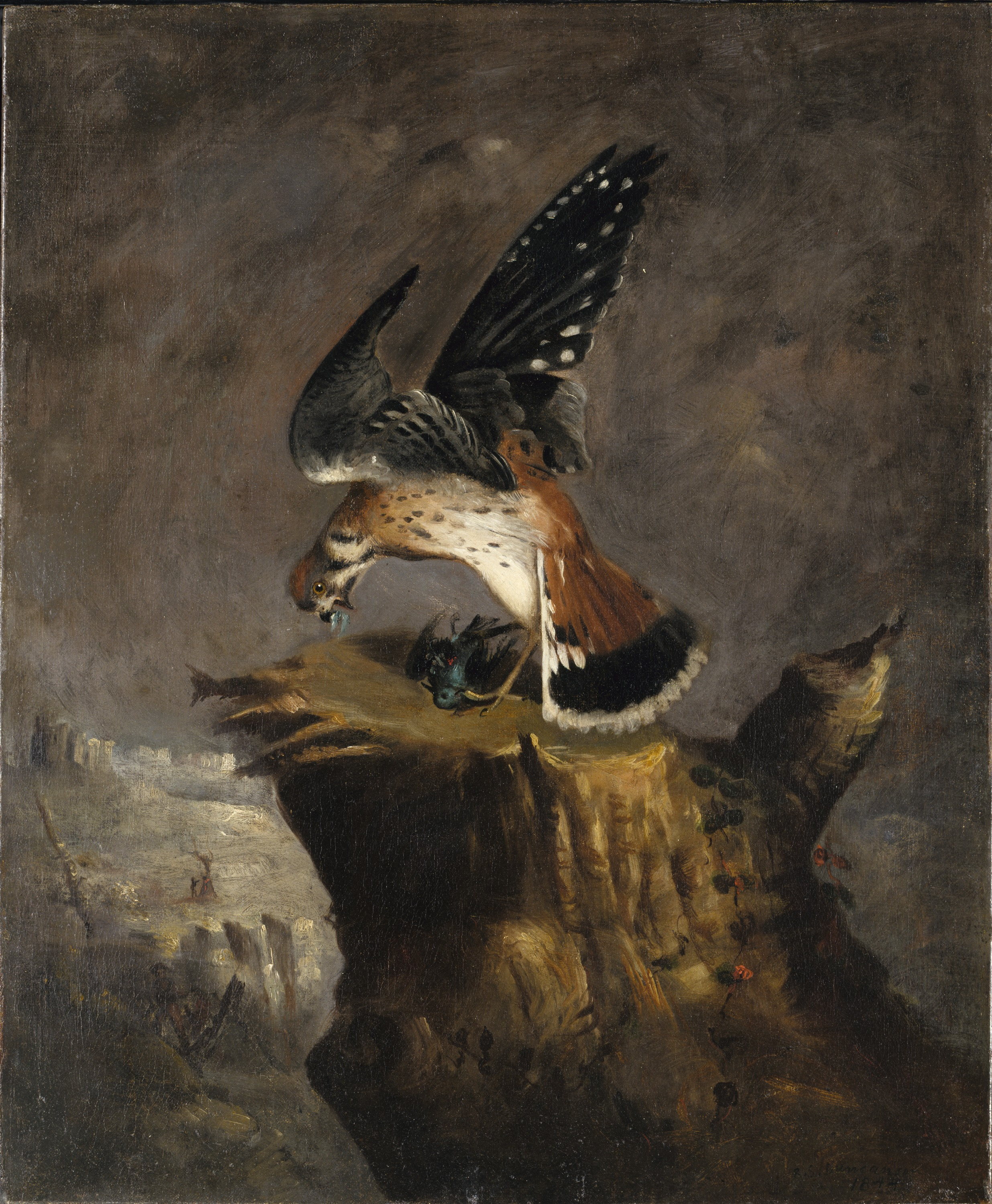
L'avvoltoio e la sua preda

## Galleria d'immagini

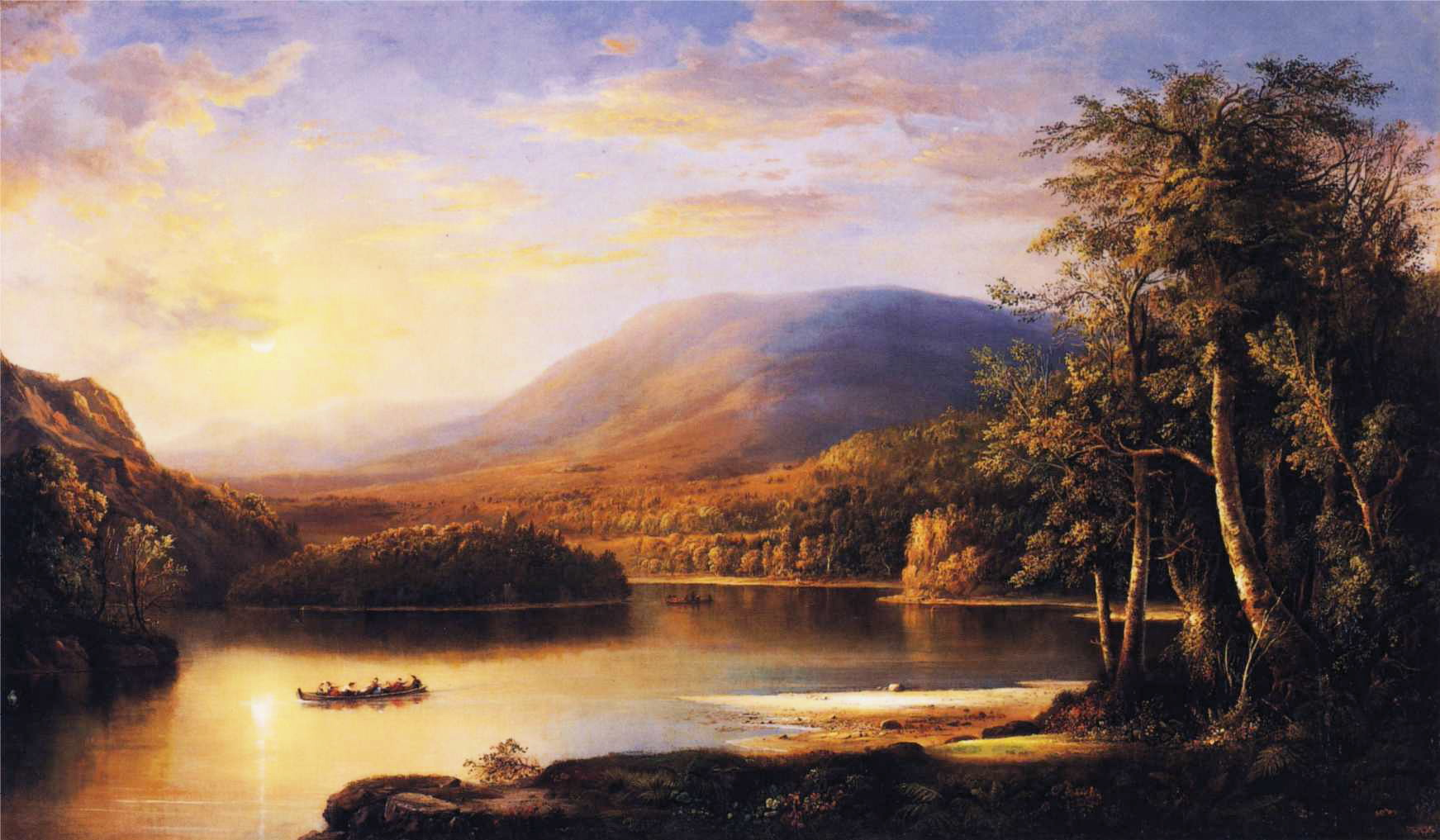
L'isola di Ellen
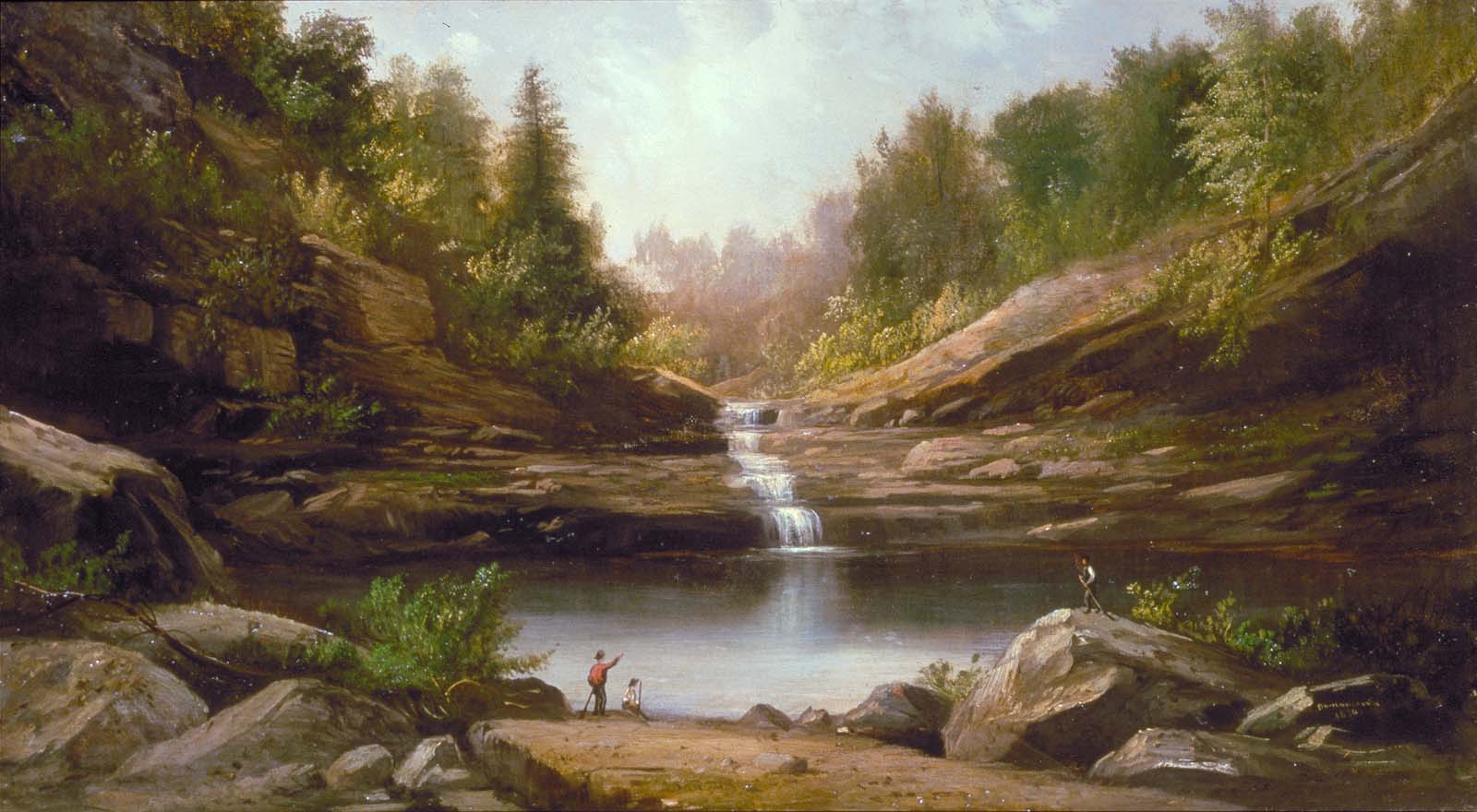
Laghetto montano
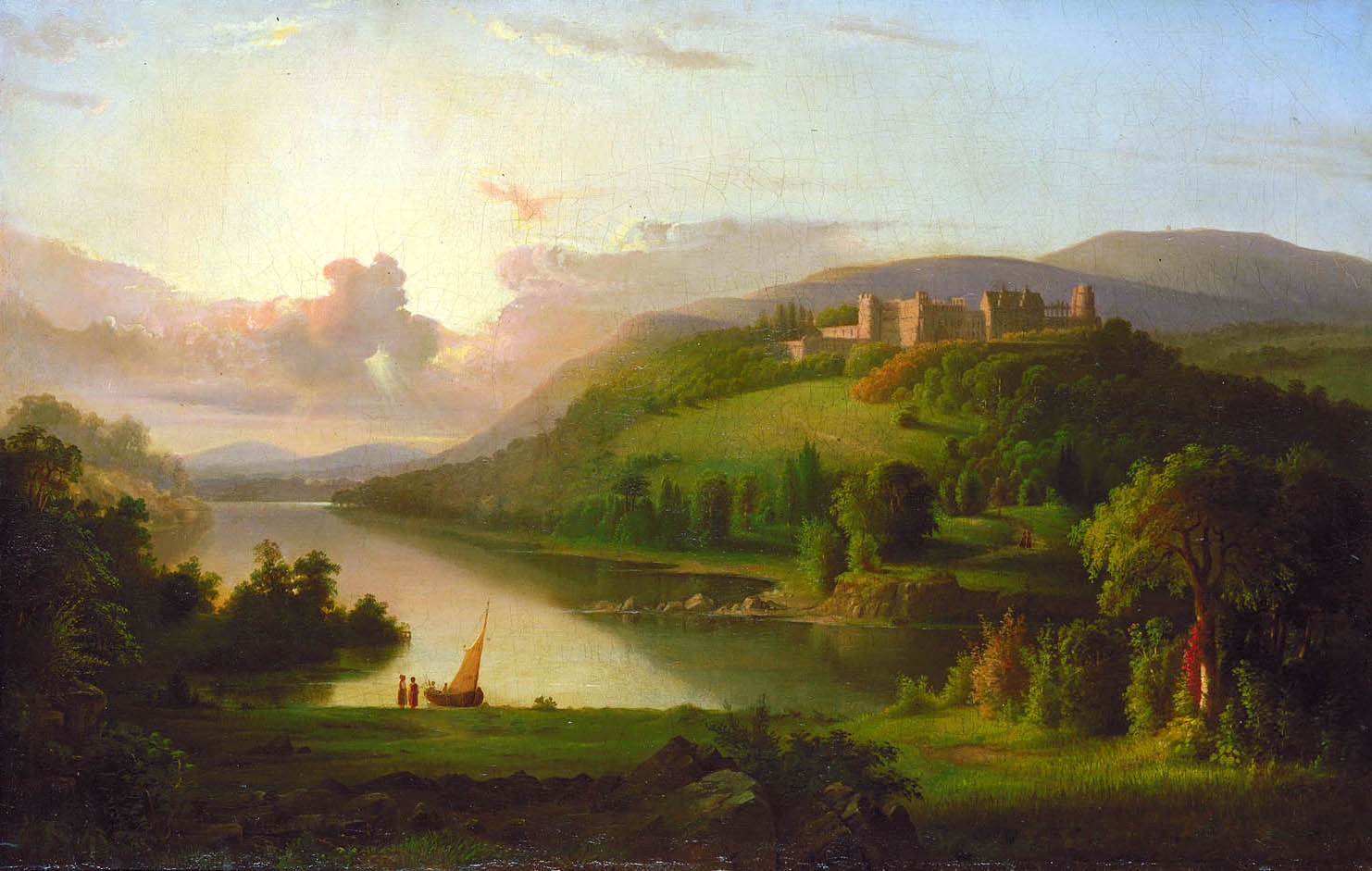
I monti della Scozia
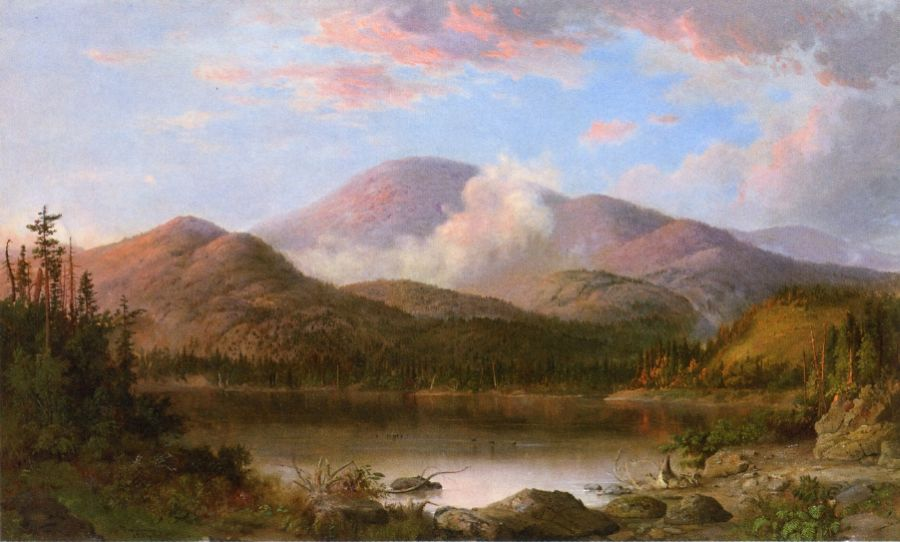
Il Monte Oxford
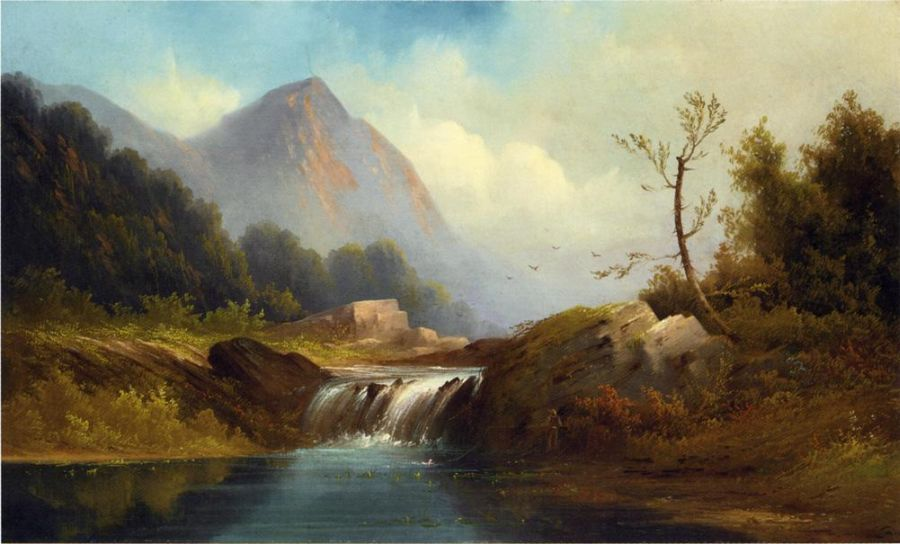
L'idillio della vastità
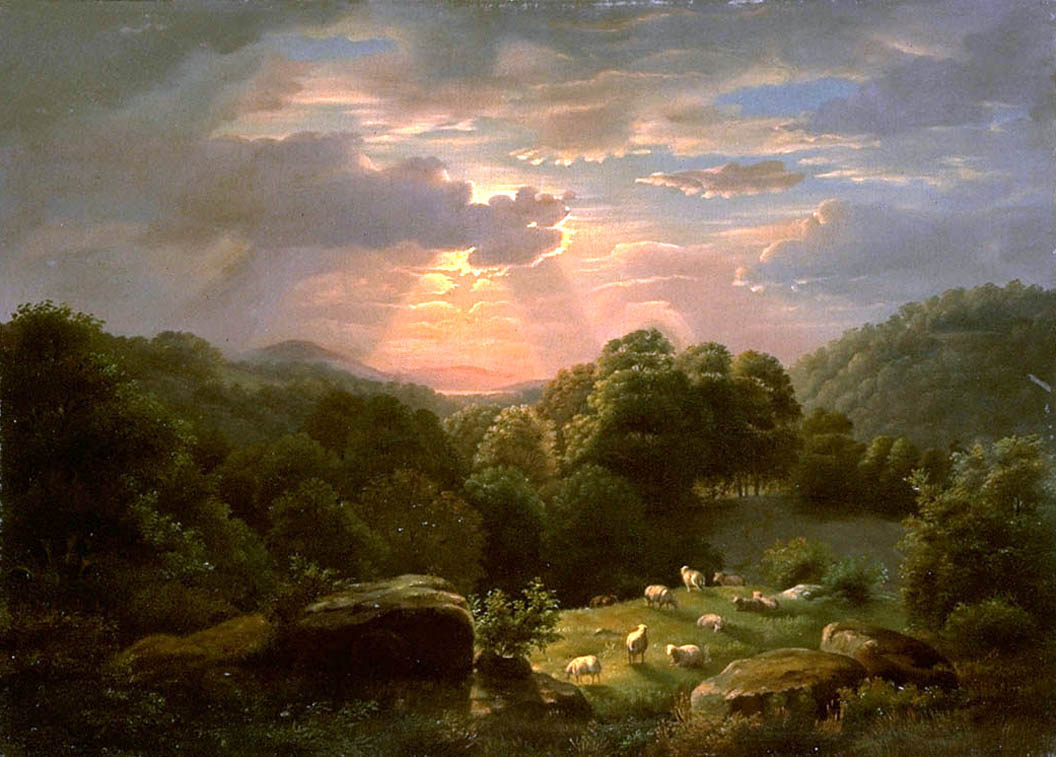
Paesaggio con gregge